# Indianerne (film)
Indianerne (originaltitel Cheyenne Autumn') er en western fra 1964 med Richard Widmark, Carroll Baker, James Stewart og Edward G. Robinson i hovedrollerne. Filmen er den sidste western, som instruktørern John Ford lavede, og han hævdede, at den var en slags elegi over de indfødte amerikanere, som var blevet misbrugt af den amerikanske regering og misfortolket i mange af hans egne film. 
I sin oprindelige udgave varede filmen 158 minutter og var således Fords længste film. Warner Bros. besluttede senere at bortredigere "Dodge City"-sekvensen, og filmen kom ned på 145 minutter. Sekvensen, hvor James Stewart spiller Wyatt Earp og Arthur Kennedy spiller Doc Holliday, betragtes af mange Ford-kendere som noget af det bedste, han har lavet. Sekvensen er senere kommet med i VHS- og DVD-udgaverne.

## Handlingen
I 1878 fører høvdingene "Little Wolf" (spillet af Ricardo Montalban) og "Dull Knife" (spillet af Gilbert Roland) over 300 udsultede og udkørte cheyenne-indianere fra deres reservat i staten Oklahoma til deres hjemland i staten Wyoming. Regeringen opfatter det som et oprør, og den sympatiske kaptajn Thomas Archer (spillet af Richard Widmark) er tvunget til sammen med sine tropper at forsøge at stoppe indianerstammen. Da pressen fejlagtigt beskriver de indfødtes motiver og mål for rejsen som ondsindede, prøver indenrigsminister Carl Shurz (spillet af Edward G. Robinson) at forhindre, at det kommer til voldsomheder mellem hæren og de indfødte.

## Eksterne Henvisninger
- Indianerne på Internet Movie Database (engelsk)
- Indianerne på Filmdatabasen
- Indianerne i Svensk Filmdatabas (svensk)
- Indianerne på AlloCiné (fransk)
- Indianerne på MovieMeter (nederlandsk)
- Indianerne på AllMovie (engelsk)
- Indianerne hos American Film Institute (engelsk)
- Indianernes profil hos Encyclopædia Britannica Online (engelsk)
- Indianerne på Turner Classic Movies (engelsk)
- Indianerne på The Movie Database (engelsk)